# 講福建話運動
講福建話運動是一個專注於振興檳城福建話（泉漳片）的語言復興社會運動，由一群居住在馬來西亞檳城的福建話使用者發起，庇能福建話協會主持，成立於2014年。該運動致力於維護及拓展福建話的使用空間，鼓勵父母用福建話跟下一代溝通，也鼓勵大眾在社區及工作場合主動配合講福建話。本運動致力重新營造講福建話的環境，在它原本的通行區內拓展其用途，恢復其社會地位，以減輕父母放棄母語的壓力。

## 歷史背景

### 受打壓歷史
1937年，大日本帝國統治下的台灣，因當局實施皇民化教育，全面廢止臺灣漢文教育，改以全日語教學。1946年，國民黨政府於台灣實施國語運動，隨戒嚴時期開啟長期獨尊華語、排擠臺灣語及客家語的母語打壓。1956年，中國國務院指示推廣普通話，終止母語教育。1962年，緬甸政府推行緬甸化政策迫害包含華裔福建閩南人在內的少數族裔。1965年，印尼發生九三零事件，苏哈托独裁政府推行新秩序，包含福建話在內的所有漢人語言都被禁用。1976年，國民黨政府立《廣播電視法》公布，第22條規定，「電臺對國內廣播播音語言應以國語（北京官話）為主，方言應逐年減少；其所應占比率，由新聞局視實際需要定之」。1979年，新加坡政府推展講華語運動，於公共廣播強制禁用漢人原鄉母語。1980年，馬來西亞雪蘭莪中華工商總會推動講華語運動。1982年，新加坡政府鼓勵停止在工作場合講漢人原鄉母語，兩年後鼓勵漢人父母放棄跟孩子講原鄉母語。1985年，馬來西亞雪蘭莪中華工商總會推展第二次講華語運動。1998年，印尼发生黑色五月暴動，福建話重鎮棉蘭成為排華攻擊目標。2000年，中國通過《國家通用語言文字法》。

## 運動主張
講福建話運動主張，某一種語言應按照屬地原則，在某一地區推廣，而不是按照個人血緣的屬人原則，因後者可能因通婚、人口流動而造成多語言於同一地區內競爭。若採用屬地原則，才能有效擴大福建話的使用範圍，讓語言不再侷限於家庭與社區的領域，而是成為真正扮演如粵語於香港的大眾通用語的角色。

## 外部連結
- 講福建話運動官方網站（页面存档备份，存于）
- 講福建話運動的Facebook專頁
- YouTube上的講福建話運動頻道
- 庇能福建 Penang Hokkien Podcast（页面存档备份，存于）